# The Graceful Fallen Mango
The Graceful Fallen Mango es un álbum de Dave Longstreth. El álbum es una colección de melodías grabadas en el dormitorio de Longstreth en una máquina de 4 pistas y en el sótano de su hermano en una computadora. Dave Longstreth toca todo en el álbum, excepto algunas voces de respaldo en dos pistas, que fueron cantadas por su hermano Jake y una persona que solo se identifica como Steve en las notas del transatlántico. Musicalmente, las canciones van desde melodías acústicas sencillas hasta canciones de hard rock e instrumentales experimentales. Existe una pequeña discrepancia en el título del álbum, ya que Graceful Fallen Mango está escrito en un lado del lomo del CD y THE GRACEFUL FALLEN MANGO está escrito en el otro. Western Vinyl muestra el título como este último, siguiendo las reglas normales de uso de mayúsculas.  

## Lista de canciones
| N.º | Título                            | Duración |  |
| 1.  | «Spring Is Here»                  | 4:12     |  |
| 2.  | «Follow Me Not If You Still Care» | 5:37     |  |
| 3.  | «Easily Resigned»                 | 3:46     |  |
| 4.  | «I Don't Know»                    | 4:38     |  |
| 5.  | «Lay Down Restless Bones»         | 3:52     |  |
| 6.  | «Constellation That's Mine»       | 3:07     |  |
| 7.  | «Time for Bed»                    | 1:24     |  |
| 8.  | «She Turns to Ash»                | 5:37     |  |
| 9.  | «What If I»                       | 1:43     |  |
| 10. | «The Graceful Fallen Mango»       | 1:05     |  |
| 11. | «Maggie and Me»                   | 2:44     |  |
| 12. | «Everything Will Happen»          | 4:14     |  |
| 13. | «We Are Striving»                 | 3:28     |  |
| 14. | «Yield; Be Held (Aloft)»          | 1:57     |  |
| 15. | «At the End of the Day»           | 5:14     |  |